# Liste der Biografien/Hein
Liste der Biografien |
Portal Biografien |
Personensuche
# |
A |
B |
C |
D |
E |
F |
G |
H |
I |
J |
K |
L |
M |
N |
O |
P |
Q |
R |
S |
T |
U |
V |
W |
X |
Y |
Z |
?
 
Ha |
Hd |
He |
Hi |
Hj |
Hk |
Hl |
Hm |
Hn |
Ho |
Hr |
Hs |
Ht |
Hu |
Hv |
Hw |
Hy
 
Hea |
Heb |
Hec |
Hed |
Hee |
Hef |
Heg |
Heh |
Hei |
Hej |
Hek |
Hel |
Hem |
Hen |
Heo |
Hep |
Heq |
Her |
Hes |
Het |
Heu |
Hev |
Hew |
Hex |
Hey |
Hez
 
Heia |
Heib |
Heic |
Heid |
Heie |
Heif |
Heig |
Heij |
Heik |
Heil |
Heim |
Hein |
Heip |
Heir |
Heis |
Heit |
Heix |
Heiz
 
Heina |
Heinb |
Heinc |
Heind |
Heine |
Heinf |
Heing |
Heinh |
Heini |
Heink |
Heinl |
Heinm |
Heino |
Heinr |
Heins |
Heint |
Heiny |
Heinz
Die Liste der Biografien führt alle Personen auf, die in der deutschsprachigen Wikipedia einen Artikel haben. Dieses ist eine Teilliste mit 119 Einträgen von Personen, deren Namen mit den Buchstaben „Hein“ beginnt.

## Hein
- Hein Htet Aung (* 2001), myanmarischer Fußballspieler
- Hein Htet Aung (* 2006), myanmarischer Leichtathlet
- Hein Nay San (* 1996), myanmarischer Fußballspieler
- Hein Phyo Win (* 1999), myanmarischer Fußballspieler
- Hein Thiha Zaw (* 1995), myanmarischer Fußballspieler
- Hein, Albert (1571–1636), deutscher Rechtswissenschaftler und Diplomat
- Hein, Alfred (1894–1945), deutscher Schriftsteller
- Hein, Alfred (1914–1971), deutscher Politiker (GB/BHE, GDP, CDU), MdL, MdB
- Hein, Alois Raimund (1852–1937), österreichischer Maler, Fachschriftsteller und Vereinsgründer
- Hein, Andreas (* 1967), deutscher Politiker (CDU), MdL
- Hein, Andreas (* 1972), deutscher Leichtathlet
- Hein, Anton (1854–1926), österreichischer Architekt
- Hein, August (1888–1944), deutscher Politiker (SPD), MdHB und Gewerkschaftsfunktionär
- Hein, Bastian (* 1974), deutscher Zeithistoriker
- Hein, Bettina (* 1974), deutsche Unternehmerin
- Hein, Bianca (* 1975), deutsche Schauspielerin
- Hein, Birgit (1942–2023), deutsche Filmemacherin und Filmwissenschaftlerin
- Hein, Bryan (* 2001), deutscher Fußballspieler
- Hein, Christa (* 1955), deutsche Schriftstellerin
- Hein, Christian (* 1982), deutscher Schwimmer
- Hein, Christiane (1944–2002), deutsche Filmregisseurin, Dramaturgin und Redakteurin
- Hein, Christoph (* 1944), deutscher Schriftsteller, Übersetzer und EssayistChristoph Hein (* 1944)

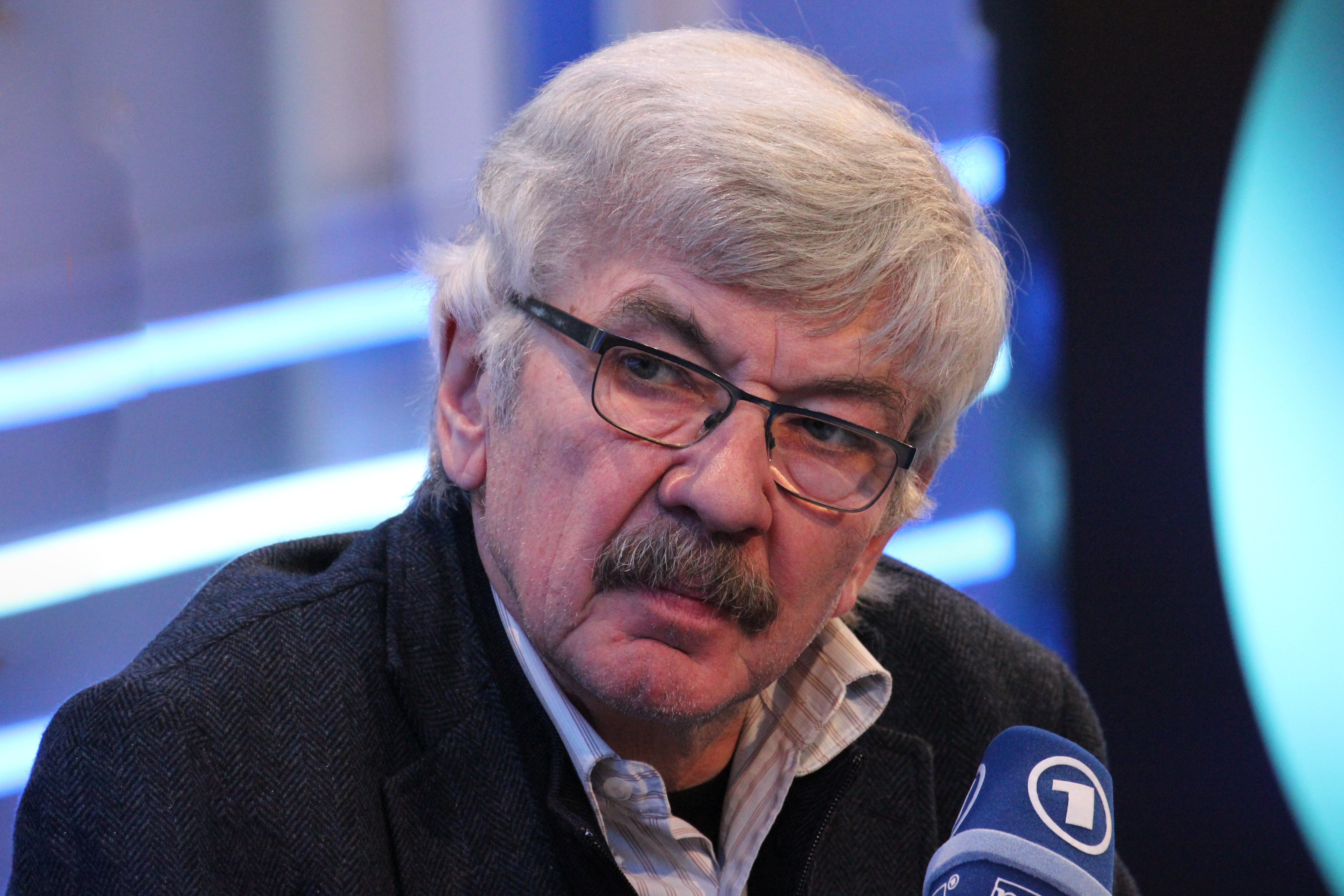
Christoph Hein (* 1944)

- Hein, Claudia (* 1979), deutsche Schauspielerin, deutsches Fotomodell und Miss Germany
- Hein, Dieter (* 1951), deutscher Historiker und Hochschullehrer
- Hein, Dietrich von (1925–2007), deutscher Veterinär und Sanitätsoffizier
- Hein, Eckhard (* 1963), deutscher Ökonom
- Hein, Edmund (1940–2022), deutscher Volkswirt und Politiker (CDU), MdL, saarländischer Landesminister
- Hein, Eduard (1849–1917), deutscher Landschaftsmaler der Düsseldorfer Schule
- Hein, Erich (1914–1992), deutscher Arzt und Medizinalbeamter in Bayern
- Hein, Ernst (1887–1950), deutscher Verwaltungsjurist und Kommunalbeamter im NS-Staat und im Generalgouvernement
- Hein, Ferdinand, luxemburgischer Radrennfahrer
- Hein, Folkmar (* 1944), deutscher Tonmeister, Studioleiter, Festivalkurator und Musikmäzen
- Hein, Franz (1863–1927), deutscher Maler und Autor
- Hein, Franz (1892–1976), deutscher Chemiker
- Hein, Franz (1901–1986), jugoslawiendeutscher evangelischer Theologe und Bischof der Evangelischen Kirche im Banat
- Hein, Franz von (1808–1890), österreichischer Jurist und Politiker
- Hein, Friedrich (1533–1604), deutscher Rechtswissenschaftler, Hochschullehrer und Bürgermeister
- Hein, Gauthier (* 1996), französischer Fußballspieler
- Hein, Gerhard (1916–2008), deutscher Offizier
- Hein, Gerhart (1910–1998), deutscher Maler
- Hein, Günter (* 1947), deutscher Maler und Grafiker
- Hein, Günter W. (* 1949), deutscher Geodät und Hochschullehrer
- Hein, Hans (* 1955), deutscher Fußballspieler und -trainer
- Hein, Harald (1950–2008), deutscher Florettfechter
- Hein, Hartmut (* 1966), deutscher Musikwissenschaftler
- Hein, Heinrich (1590–1666), livländischer Theologe und Rechtswissenschaftler
- Hein, Hendrik Jan (1822–1866), niederländischer Blumen- und Stilllebenmaler
- Hein, Herbert (* 1954), deutscher Fußballspieler
- Hein, Holly (* 1991), US-amerikanische Fußballspielerin
- Hein, Horst (1940–1994), deutscher Politiker (SPD), MdL
- Hein, Ina (* 1968), deutsche Japanologin
- Hein, Irene (1923–2003), deutsche Gebrauchsgrafikerin und Illustratorin
- Hein, Jacob, deutscher Organist, Orgelbauer und Schulmeister
- Hein, Jakob (* 1971), deutscher Schriftsteller und ArztJakob Hein (* 1971)

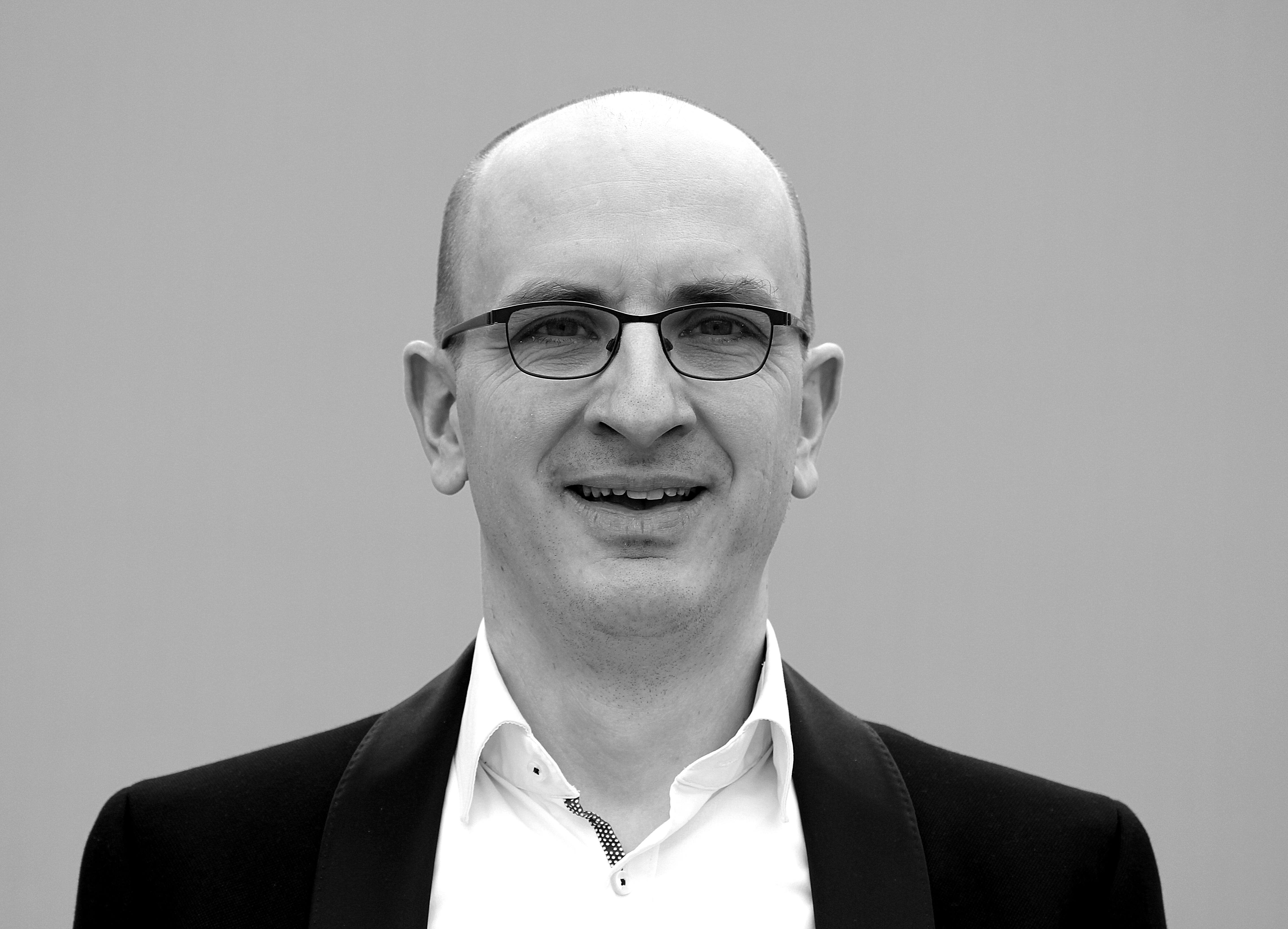
Jakob Hein (* 1971)

- Hein, Jan von (* 1967), deutscher Rechtswissenschaftler
- Hein, Jeppe (* 1974), dänischer Bildhauer
- Hein, Joachim (1901–1987), deutscher Internist und Hochschullehrer
- Hein, Jochen (* 1960), deutscher Maler
- Hein, Johann Josef (1794–1882), deutscher Weingroßhändler und Abgeordneter
- Hein, Johannes (1610–1686), deutscher reformierter Theologe
- Hein, Jonas (* 1988), deutscher Musicaldarsteller
- Hein, Jouko (* 1980), estnischer Skispringer
- Hein, Jürgen (1942–2014), deutscher Literaturwissenschaftler
- Hein, Karl (1908–1982), deutscher Hammerwerfer
- Hein, Karl Jakob (* 2002), estnischer Fußballspieler
- Hein, Kätlin (* 1985), estnische Fußballspielerin
- Hein, Klaus (1930–2017), deutscher Chemiker
- Hein, Lucie (1910–1965), deutsche Politikerin (SED), Oberbürgermeisterin von Frankfurt (Oder)
- Hein, Lutz (* 1963), deutscher Mediziner und Pharmakologe
- Hein, Manfred Peter (1931–2025), deutscher Schriftsteller und Übersetzer
- Hein, Maria Bernadette (* 1958), deutsche Zisterzisterin, Äbtissin von Lichtenthal
- Hein, Markus (* 1972), österreichischer Politiker (FPÖ)
- Hein, Martin (* 1954), deutscher Theologe und Bischof der Evangelischen Kirche von Kurhessen-Waldeck
- Hein, Martin (* 1959), deutscher Offizier, Brigadegeneral des Heeres der Bundeswehr, Kommandeur der Offizierschule des Heeres
- Hein, Martin (* 1971), deutscher Schlagersänger
- Hein, Matthias (* 1985), deutscher Koch
- Hein, Max (1885–1949), deutscher Historiker und Archivar
- Hein, Mel (1909–1992), US-amerikanischer American-Football-Spieler
- Hein, Moritz (* 1985), deutscher Schauspieler
- Hein, Nick (* 1984), deutscher Judoka, Mixed-Martial-Arts-Kämpfer und Schauspieler
- Hein, Nicola (* 1988), deutscher Improvisationsmusiker (Gitarre)
- Hein, Nicole (* 1996), peruanische Stabhochspringerin
- Hein, Nikolaus (1889–1969), luxemburgischer Altphilologe und Heimatdichter
- Hein, Oliver (* 1990), deutscher Fußballspieler
- Hein, Oliver (* 1997), deutscher Volleyballspieler
- Hein, Paul (1865–1945), deutscher Kaufmann, Bergwerks-Generaldirektor
- Hein, Peter (* 1943), deutscher Ruderer
- Hein, Peter (* 1957), deutscher Musiker und Pionier des Punk in DeutschlandPeter Hein (* 1957)

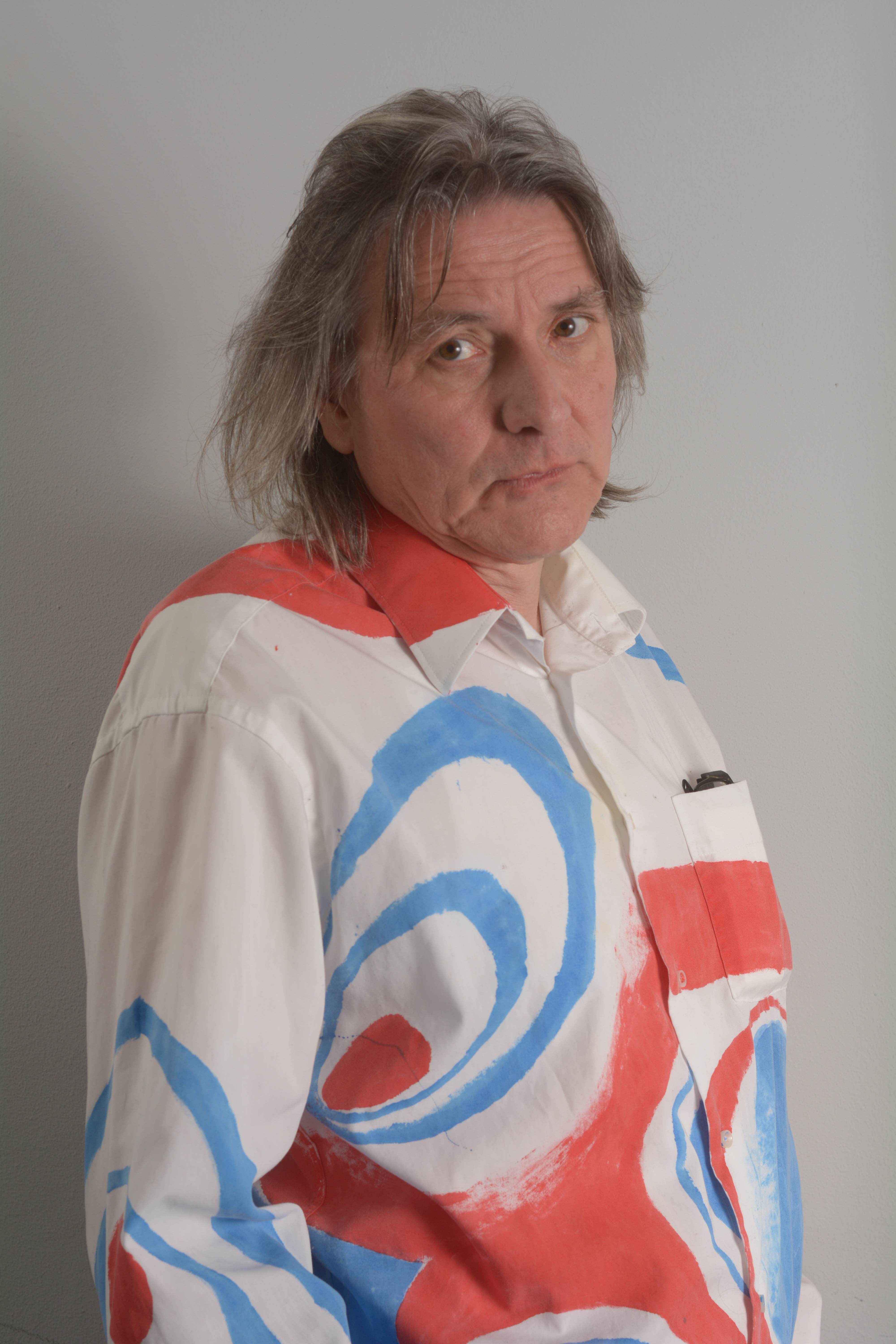
Peter Hein (* 1957)

- Hein, Piet (1905–1996), dänischer Wissenschaftler, Mathematiker, Erfinder und Literat
- Hein, René (* 1965), deutscher Politiker (AfD), MdL
- Hein, Richard (* 1958), monegassischer Autorennfahrer
- Hein, Robby (* 1988), deutscher Eishockeyspieler
- Hein, Robert (1895–1981), österreichischer Politiker (SDAP), Landtagsabgeordneter
- Hein, Rosemarie (1953–2025), deutsche Politikerin (Die Linke), MdL, MdB
- Hein, Rudolf (* 1967), deutscher römisch-katholischer Theologe, Priester und Chorherr des Prämonstratenserordens
- Hein, Selly (1835–1900), deutscher Kaufmann, Fabrikant, Zeitschriften- und Spielkarten-Verleger
- Hein, Sigmund (1868–1945), österreichischer Offizier und Lepidopterologe
- Hein, Silvio (1879–1928), US-amerikanischer Komponist
- Hein, Stefan (* 1984), deutscher Kommunikationsberater und Politiker (AfD)
- Hein, Stephan (1590–1643), deutscher lutherischer Theologe und Philologe
- Hein, Sybille (* 1970), deutsche Kinderbuchautorin, Illustratorin und Designerin
- Hein, Thomas (* 1966), deutscher Snookerspieler
- Hein, Thommy, deutscher Musikproduzent
- Hein, Udo (1914–1971), deutscher Jurist und Politiker (SPD), MdB, MdEP
- Hein, Ulrike (* 1960), deutsche Bildhauerin und Performance-Künstlerin
- Hein, Vincent (* 1970), französischer Psychoanalytiker und Schriftsteller
- Hein, Wilhelm (1861–1903), österreichischer Sprachforscher, Volkskundler, Orientalist und Ethnograph
- Hein, Wilhelm (* 1870), deutscher Politiker (DNVP), MdL
- Hein, Wilhelm (1889–1958), deutscher Politiker (KPD), MdR
- Hein, Wilhelm (1940–2025), deutscher Filmemacher und Filmtheoretiker
- Hein, Willi (* 1894), deutscher Politiker (LDPD)
- Hein, Wolfgang (1924–1999), deutscher Komponist, Organist und Kirchenmusiker
- Hein, Wolfgang (* 1949), deutscher Politikwissenschaftler
- Hein, Wolfgang (* 1952), deutscher Brigadegeneral der Luftwaffe
- Hein, Wolfgang-Hagen (1920–2003), deutscher Apotheker, Autor und Honorarprofessor
- Hein, Wulf (* 1959), deutscher Experimentalarchäologe und Archäotechniker
- Hein-Kircher, Heidi (* 1969), deutsche Historikerin mit dem Schwerpunkt OstmitteleuropaHeidi Hein-Kircher (* 1969)

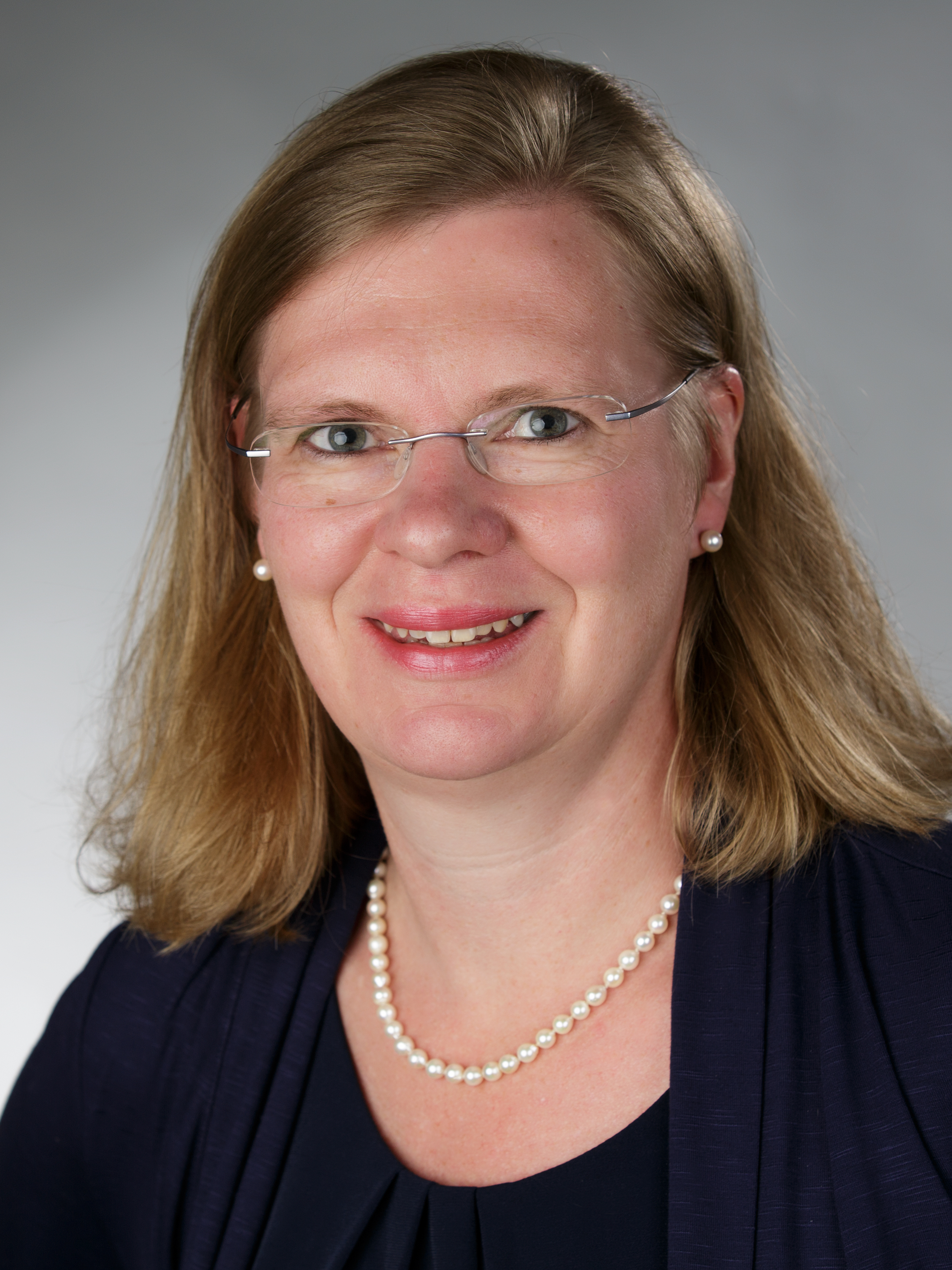
Heidi Hein-Kircher (* 1969)

- Hein-Neufeldt, Max (1874–1953), deutscher Maler
- Hein-Rusinek, Ulrike (* 1959), deutsche Ärztin, Gesundheitsmanagerin und Publizistin zu Gesundheit im Wandel der Arbeit